# Stylogyne serpentina
Stylogyne serpentina Mez – gatunek roślin z rodziny pierwiosnkowatych (Primulaceae). Występuje naturalnie w Kolumbii, Ekwadorze, Peru, Boliwii oraz Brazylii (w stanach Acre, Amazonas i Rondônia). 

## Morfologia
PokrójZimozielone drzewo dorastające do 3–10 m wysokości.
LiścieBlaszka liściowa ma eliptyczny kształt. Mierzy 14 cm długości oraz 5,5 cm szerokości, jest całobrzega, ma tępą nasadę i wierzchołek od ostrego do spiczastego. Ogonek liściowy jest nagi.
KwiatyZebrane w wierzchotkach przypominających baldachogrona, wyrastają z kątów pędów.